# Atrichopogon brunnipes
Atrichopogon brunnipes är en tvåvingeart som först beskrevs av Johann Wilhelm Meigen 1804.  Atrichopogon brunnipes ingår i släktet Atrichopogon och familjen svidknott. Inga underarter finns listade i Catalogue of Life.